# Gloster Nightjar
El Gloster Nightjar fue un avión de caza basado en portaaviones británico de principios de la década de 1920. Fue una modificación del anterior caza Nieuport Nighthawk producido por Gloster después de que la empresa Nieuport & General, que diseñó el Nighthawk, cerrara. Veintidós ejemplares fueron convertidos y sirvieron en la Real Fuerza Aérea británica entre 1922 y 1924.

## Diseño y desarrollo

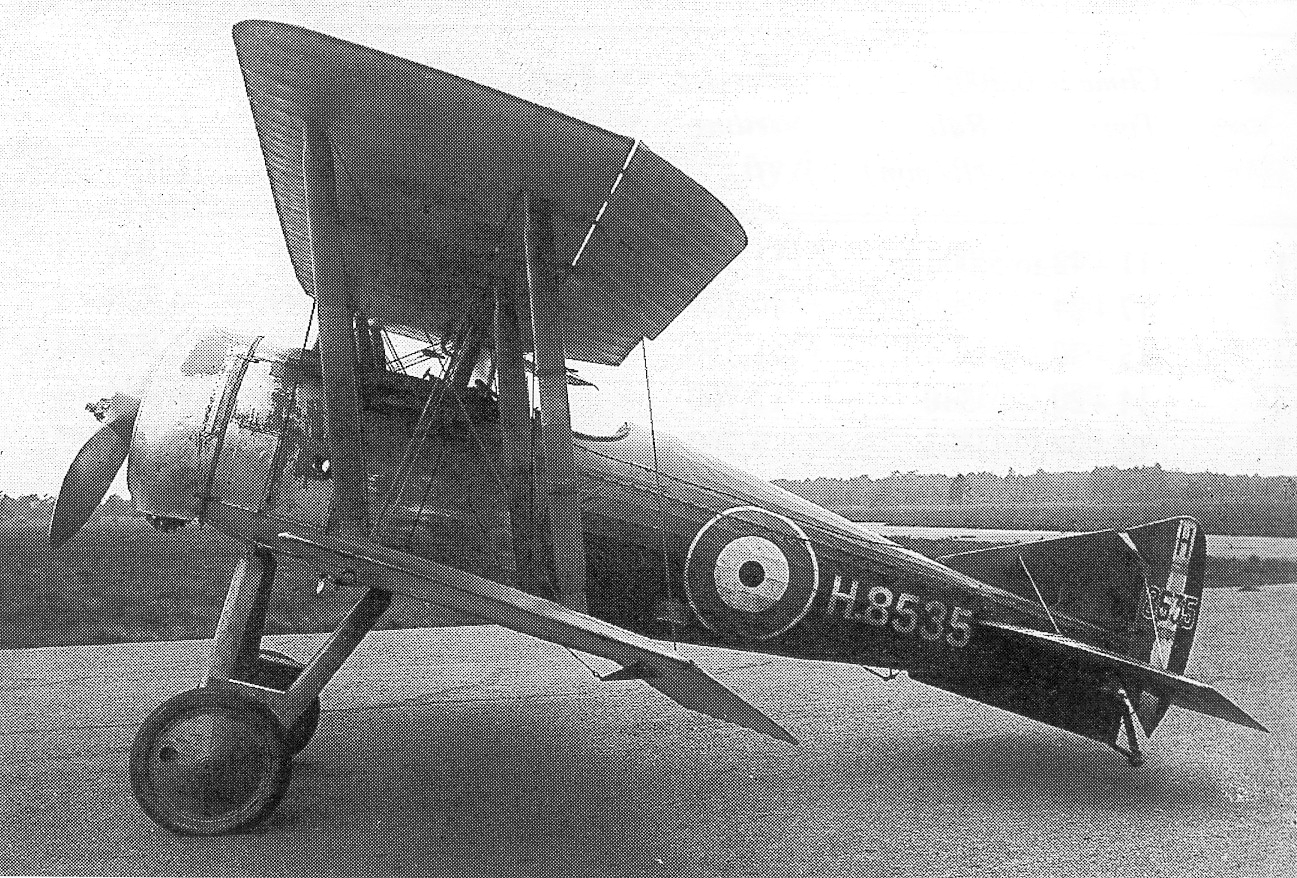
El prototipo del Nightjar.

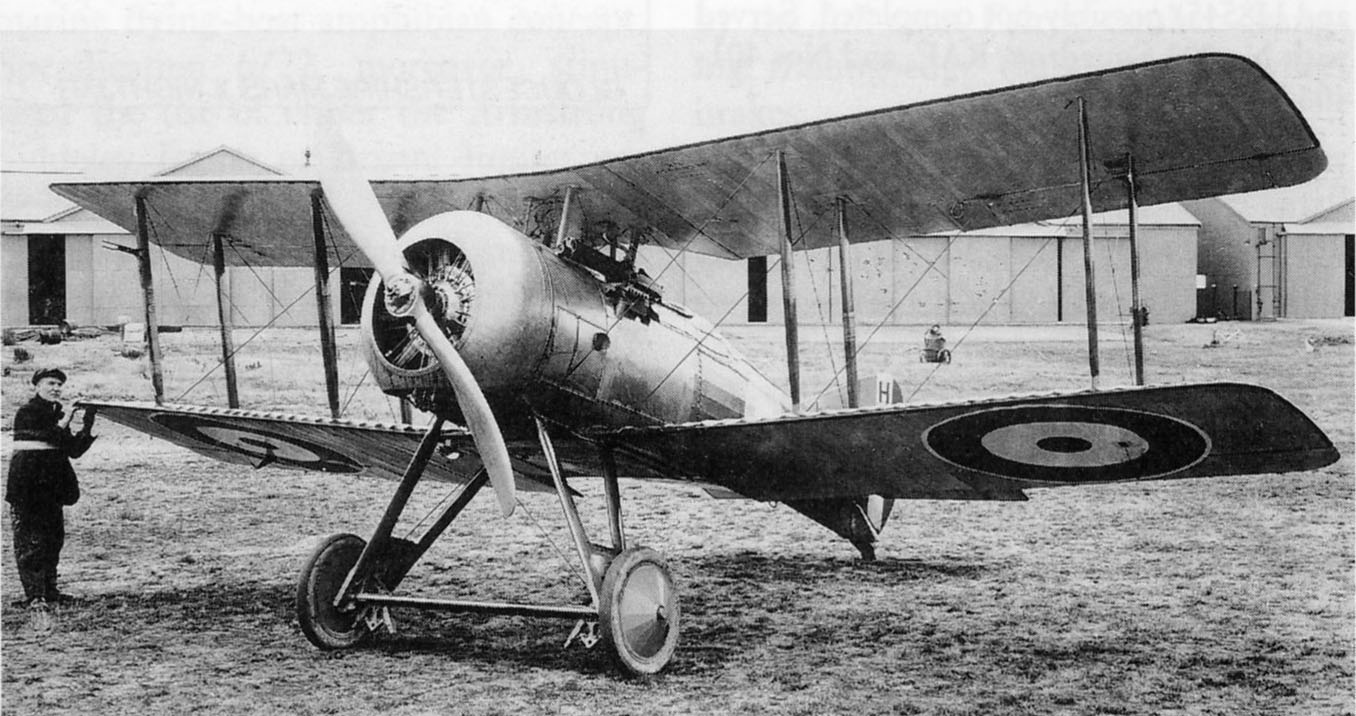
Nightjar durante la evaluación en Farnborough en 1922. Nótense las mandíbulas de detención en el tren de aterrizaje.

Nieuport & General Aircraft Co Ltd se formó antes del comienzo de la Primera Guerra Mundial para producir bajo licencia aviones franceses Nieuport. En 1917, tras contratar a Henry Folland como diseñador jefe, la compañía comenzó a diseñar sus propios aviones, siendo el primer modelo, el caza Nieuport B.N.1, que voló a principios de 1918.
Folland diseñó el caza Nieuport Nighthawk para cubrir los requisitos de la Especificación Tipo 1 de la RAF que especificaba el uso del motor radial ABC Dragonfly, volando por primera vez en abril de 1919. Durante la evaluación inicial, mostró un rendimiento excelente y se ordenó su entrada en producción. Sin embargo, el motor Dragonfly demostró ser totalmente poco fiable y ninguno de los Nighthawk equipados con Dragonfly que se completaron entró en servicio.
Nieuport & General cerró en agosto de 1920, y los derechos del Nighthawk fueron adquiridos por la Gloster Aircraft Company, que contrató a Folland como diseñador jefe. Gloster procedió a producir una serie de derivados del Nighthawk, bautizándolos como Gloster Mars, con variantes que se vendieron a Japón (Gloster Sparrowhawk) y Grecia, y que fueron evaluadas por la RAF.
El derivado final del Nighthawk fue el Gloster Mars X, también conocido como Nightjar. Este fue concebido como un caza monoplaza embarcado para reemplazar a los Sopwith Camel a bordo de los portaaviones de la Marina Real. Se trataba de una simple conversión de Nighthawk excedentes, en la que el motor rotativo Bentley B.R.2 (que se conseguía fácilmente de las existencias excedentes) sustituyó al Dragonfly. El Nightjar era un biplano de dos vanos, construido en madera, y estaba equipado con un nuevo tren de aterrizaje de vía ancha, con mandíbulas adaptadas para actuar como mecanismo de detención para su uso con los cables de detención delanteros y traseros que se utilizaban entonces en los portaaviones británicos.
El primer Nightjar fue entregado para su evaluación al Establecimiento Experimental de Aeroplanos y Armamento en mayo de 1921. Un total de 22 Nighthawk fueron convertidos en Nightjar en 1922.

## Historia operacional
El Nightjar entró en servicio con el Escuadrón 203 en RAF Leuchars en junio de 1922. Seis Nightjar del Escuadrón 203 fueron desplegados a bordo del HMS Argus en septiembre de 1922, cuando el Argus zarpó hacia los Dardanelos durante la Crisis de Chanak.
El Nightjar continuó prestando servicio en vuelos de combate a bordo de portaaviones de la Marina Real hasta que fue reemplazado por el Fairey Flycatcher en 1924.

## Operadores
Reino Unido
- Real Fuerza Aérea
- Marina Real

## Especificaciones (Nightjar)
Referencia datos: British Naval Aircraft since 1912 

### Características generales
- Tripulación: Uno (piloto)
- Longitud: 5,8 m (19,2 ft)
- Envergadura: 8,5 m (28 ft)
- Altura: 2,9 m (9,6 ft)
- Superficie alar: 25 m² (269,1 ft²)
- Peso vacío: 801 kg (1765,4 lb) [1]
- Peso cargado: 982 kg (2164,3 lb)
- Planta motriz: 1× motor rotativo de 9 cilindros refrigerado por aire Bentley B.R.2.
  - Potencia: 170 kW (234 HP; 231 CV)
- Hélices: Bipala de paso fijo

### Rendimiento
- Velocidad máxima operativa (Vno): 190 km/h (118 MPH; 103 kt) a nivel del mar
- Alcance: 2 h
- Techo de vuelo: 5800 m (19 029 ft) [1]
- Carga alar: 39,1 kg/m² (8 lb/ft²)
- Potencia/peso: 0,18 kW/kg (0,11 hp/lb)
- Tiempo a altitud: 20 min para 4600 m (15 000 pies)

### Armamento
- Ametralladoras: 

  - 2x Vickers de 7,7 mm frontal fija

## Aeronaves relacionadas

### Desarrollos relacionados
- Nieuport Nighthawk
- Gloster Sparrowhawk

### Aeronaves similares
- Fairey Flycatcher